# سامانتا
سامانتا (به انگلیسی: Samantha) یکی از نام‌های کوچک دخترانه است. در سری‌لانکا، «سامانتا» به‌عنوان نام کوچک پسرانه استفاده می‌شود.

## نگارش در زبان‌های مختلف
- عربی: سمانثا
- آلبانیایی: Samanthë, Samantë
- ارمنی: Սամանթա, Սամանտա
- بلاروسی: Саманта
- بلغاری: Саманта
- چینی: 萨曼莎 (سامانشا)
- هلندی: Samantha
- اسپرانتو: Samanta
- فرانسوی: Samantha
- آلمانی: Samantha
- یونانی: Σαμάνθα
- گجراتی: સમન્તા
- عبری: סמנתה
- هندی: सामन्था
- مجاری: Szamanta
- ایتالیایی: Samanta
- ژاپنی: サマンサ (Samansa)
- کانارایی: ಸಮಂತಾ
- خِمِری: សុមន្ថា (سومونتا)
- کُره‌ای: 사만다 (ساماندا)
- لتونیایی: Samanta
- مغولی: Саманта
- پرتغالی: Samanta
- سواحلی: Samandha
- روسی: Саманта
- صربی: Саманта
- اسپانیایی: Samanta
- تامیلی: சமந்தா
- تلوگویی: సమంతా
- تای: ซาแมนต้า (سامِنتا)
- اوکراینی: Саманта
- اردو: سامنتها
- ییدیش: סאַמאַנטהאַ

## افراد سرشناس با نام کوچک سامانتا
- سامانتا روت پرابو (زادهٔ ۱۹۸۷)، هنرپیشه و مدل اهل هند
- سامانتا آرسنائولت (زادهٔ ۱۹۸۱)، شناگر اهل ایالات متحده آمریکا
- سامانتا فاکس (زادهٔ ۱۹۶۶)، خوانندهٔ پاپ و مدل سابق انگلیسی
- سمنتا بارکس (زادهٔ ۱۹۹۰)، هنرپیشهٔ اهل بریتانیا
- سامانتا بکینسیل (زادهٔ ۱۹۶۶)، هنرپیشهٔ اهل انگلستان
- سامانتا بی ((زادهٔ ۱۹۶۹)، بازیگر و کمدین اهل کانادا
- سامانتا باند (زادهٔ ۱۹۶۱)، هنرپیشهٔ انگلیسی
- سامانتا باسکارینو (زادهٔ ۱۹۹۴)، هنرپیشهٔ اهل ایالات متحده آمریکا
- سامانتا براون (زادهٔ ۱۹۶۴)، خوانندهٔ انگلیسی
- سامانتا کامرون (زادهٔ ۱۹۷۱)، کارآفرین اهل بریتانیا و همسر دیوید کامرون
- سامانتا کریستوفورتی (زادهٔ ۱۹۷۷)، فضانورد اهل ایتالیا
- سامانتا درک (زادهٔ ۱۹۸۷)، هنرپیشهٔ اهل ایالات متحده آمریکا
- سامانتا اگار (زادهٔ ۱۹۳۹)، هنرپیشهٔ انگلیسی
- سامانتا فریس (زادهٔ ۱۹۶۸)، هنرپیشهٔ اهل کانادا
- سامانتا هریس (زادهٔ ۱۹۷۳)، هنرپیشه، خبرنگار و مجری اهل ایالات متحده آمریکا
- سامانتا هیلی) (زادهٔ ۱۹۷۶)، هنرپیشهٔ اهل استرالیا
- سامانتا کر (زادهٔ ۱۹۹۳)، بازیکن فوتبال اهل استرالیا
- سامانتا ماتیس (زادهٔ ۱۹۷۰)، هنرپیشهٔ اهل ایالات متحده آمریکا
- سامانتا مورتون (زادهٔ ۱۹۷۷)، هنرپیشهٔ انگلیسی
- سامانتا ماری (زادهٔ ۱۹۸۷)، تنیسور اهل بریتانیا
- سامانتا پسک (زادهٔ ۱۹۹۱)، ژیمناست اهل ایالات متحده آمریکا
- سامانتا پاور (زادهٔ ۱۹۷۰)، سیاست‌مدار اهل ایالات متحده آمریکا
- سامانتا ساینت (زادهٔ ۱۹۸۷)، بازیگر پورنوگرافی اهل ایالات متحده آمریکا
- سامانتا اسمیت (زادهٔ ۱۹۷۲ - درگذشتهٔ ۱۹۸۵)، فعال صلح و هنرپیشهٔ آمریکایی
- سامانتا اسمیت (تنیس‌باز) (زادهٔ ۱۹۷۱)، تنیسور اهل بریتانیا
- سامانتا استوزر (زادهٔ ۱۹۸۴)، تنیسور اهل استرالیا
- سامانتا تیلور-جانسون (زادهٔ ۱۹۶۸)، فیلم‌ساز انگلیسی
- سامانتا جانوس (زادهٔ ۱۹۷۲)، هنرپیشه و خوانندهٔ انگلیسی

## شخصیت‌های داستانی
- سامانتا کارتر، شخصیتی در مجموعهٔ تلویزیونی علمی‌تخیلی دروازهٔ ستارگان اس‌جی-۱